# Nikolicevți, Kiustendil
Nikolicevți (în bulgară Николичевци) este un sat în comuna Kiustendil, regiunea Kiustendil,  Bulgaria. 

## Demografie
Componența etnică a satului Nikolicevți
     Bulgari (96,62%)
     Nicio identificare (3,37%)
     Altele (0%)
La recensământul din 2011, populația satului Nikolicevți era de 415 locuitori. Din punct de vedere etnic, majoritatea locuitorilor (96,62%) erau bulgari. Pentru 3,37% din locuitori nu este cunoscută apartenența etnică.